# Список дипломатических миссий Республики Южная Осетия
Южная Осетия признана начиная с 2008 года 5 государствами-членами ООН: Российской Федерацией, Никарагуа, Венесуэлой, Науру и Сирией.

## Посольства
- Российская Федерация
  - Посольство Южной Осетии в Москве.[1]

- Абхазия
  - Посольство Южной Осетии в Сухуми.[2]

- Никарагуа
  - Посольство в Никарагуа с резиденцией в Цхинвали.[3]